# Ashlyn Sanchez
Ashlyn Kohl Sanchez (Califórnia, 27 de julho de 1996) é uma jovem atriz norte-americana.

## Filmografia
| Filmes | Filmes                         | Filmes             | Filmes      |
| Ano    | Título Original                | Título (Brasil)    | Papel       |
| ------ | ------------------------------ | ------------------ | ----------- |
| 2004   | Crash                          | Crash - No Limite  | Lara        |
| 2006   | Marrying God                   | Marrying God       | Lola        |
| 2006   | Kill Your Darlings             | Kill Your Darlings | Meadow      |
| 2008   | Universal Signs                | Universal Signs    | Katie       |
| 2008   | The Happening                  | Fim dos Tempos     | Jess        |
| Séries |                                |                    |             |
| Ano    | Título                         | Papel              | Episódios   |
| 2003   | Charmed                        | Pequena Bianca     | 1 episódio  |
| 2005   | Alias                          | Renée (jovem)      | 1 episódio  |
| 2005   | CSI: Crime Scene Investigation | April Torres       | 1 episódio  |
| 2006   | The West Wing                  | Miranda Santos     | 3 episódios |
| 2006   | Vanished                       | Inez Kelton        | 4 episódios |
| 2007   | Without a Trace                | Sofie Delgado      | 2 episódios |
| 2007   | Raines                         | Grace Tobin        | 1 episódio  |

## Prêmios e Indicações
| Prêmios | Prêmios   | Prêmios             | Prêmios            | Prêmios         |
| Ano     | Resultado | Premiação           | Categoria          | Título          |
| ------- | --------- | ------------------- | ------------------ | --------------- |
| 2008    | Indicada  | Young Artist Awards | Melhor Jovem Atriz | Without a Trace |